# Drilonius holzschuhi
Drilonius holzschuhi – gatunek chrząszcza z rodziny Omethidae i podrodziny Driloniinae.

## Taksonomia
Gatunek ten opisany został po raz pierwszy w 2014 roku przez Siergieja Kazancewa. Opisu dokonano na podstawie 11 okazów. Jako miejsce typowe wskazano górę Phou Pan w prowincji Houaphan w Laosie. Epitet gatunkowy nadano na cześć Carolusa Holzschuha, który odłowił materiał typowy.

## Morfologia
Chrząszcz o wydłużonym ciele długości od 5 do 5,5 mm i szerokości od 1,4 do 1,9 mm. Ubarwienie ma czarne z różowawoczerwonymi bokami odwłoka. Głowa zaopatrzona jest w małe oczy złożone i blaszkowate czułki sięgające ku tyłowi do ⅔ długości pokryw. Przedplecze jest 1,6 raza szersze niż dłuższe, o brzegach przednim i tylnym szeroko wypukłych, a tylnych kątach zaokrąglonych. Tarczka jest wydłużona, o równoległych bokach i z krótkim wcięciem na wierzchołku. Pokrywy są 2,9 raza dłuższe niż w barkach szerokie, po bokach słabo wklęśnięte. Każda pokrywa ma cztery sięgające szczytu żeberka podłużne, pomiędzy którymi występują poprzecznie prostokątne komórki. Genitalia samca mają wydłużone i zakrzywione odsiebnie paramery, zaopatrzone w dwa szeregi pędzelków, poprzeczne w częściach odsiebnych laterofizy oraz wyposażony we wcięcie o równomiernie zaokrąglonych brzegach płat brzuszny.

## Rozprzestrzenienie
Owad orientalny, znany tylko z lokalizacji typowej w północnym Laosie. Spotykany na wysokości między 1300 a 1900 m n.p.m.